# Brezovica pri Ljubljani

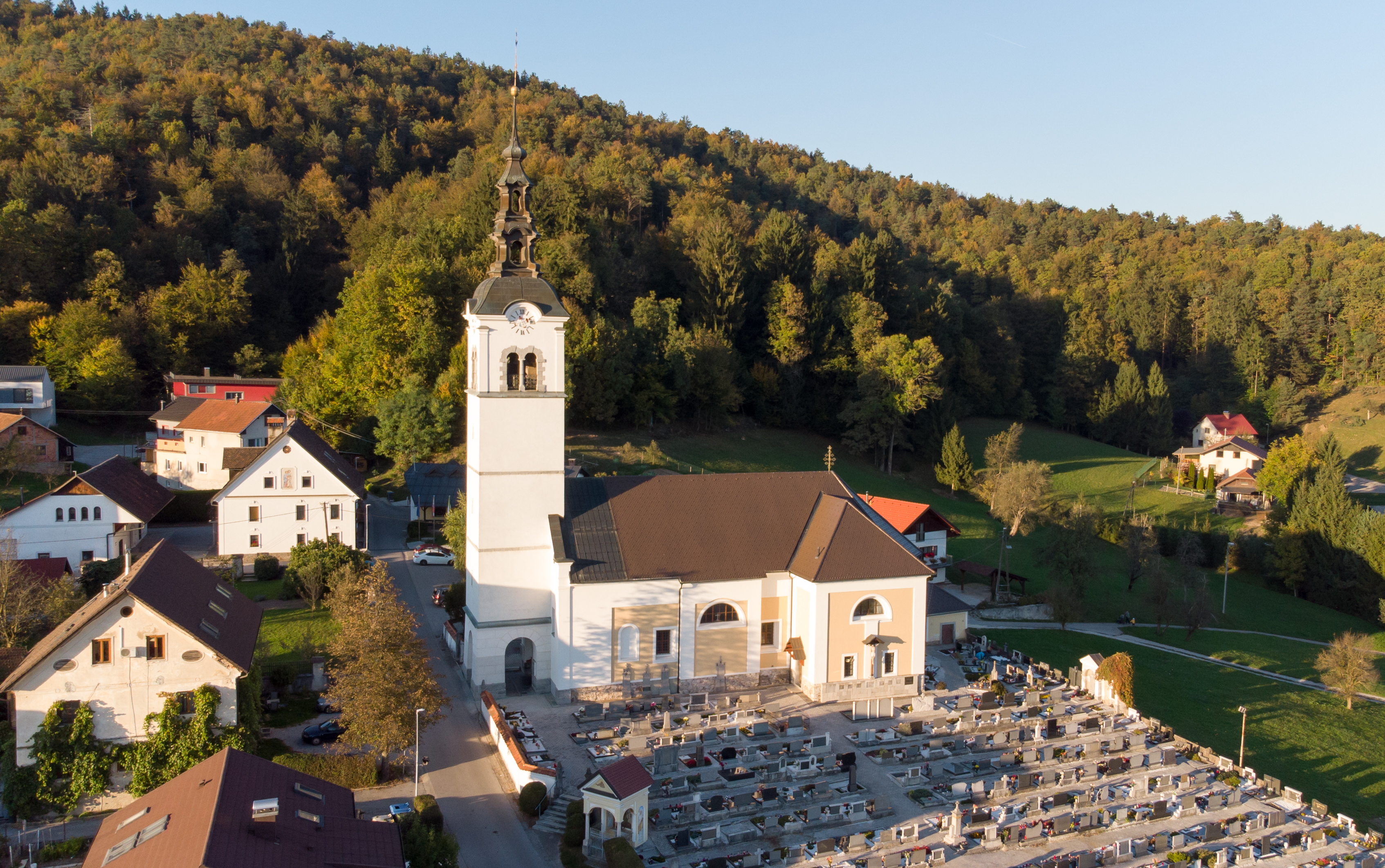
St. Antonius, Brezovica

Brezovica pri Ljubljani (deutsch Bresowitz bei Laibach, älter auch „Bernstein“) ist eine Ortschaft  im Südwesten der slowenischen Landeshauptstadt Ljubljana. Sie ist Hauptort und Verwaltungszentrum der 16 Siedlungen umfassenden Gemeinde Brezovica.

## Geschichte
In historischen Quellen wird Brezovica erstmals im Jahr 1341 als Bresawitz erwähnt. Weitere Ortsbezeichnungen waren unter anderem Vrezawicz (1374), Wresewicz (1414), Bresowitz (1414, 1453),  Pressawicz (1421, 1444), Brosowicz (1489).
Das Gebiet war bereits zur Zeit der Römer besiedelt. Spuren römischer Straßen für die Verkehrsverbindung zwischen Emona (Ljubljana) und Nauportus (Vrhnika) sind noch heute sichtbar sind, beispielsweise in der Nähe von Rakitna.